# Tư Diễm
Tư Diễm (tiếng Trung: 司艳; sinh ngày 9 tháng 12 năm 1989) là một thủ môn bóng ném đồng đội Trung Quốc. Cô chơi cho An Huy HC, và đội tuyển quốc gia Trung Quốc. Cô đại diện cho Trung Quốc tại Giải vô địch bóng ném nữ thế giới 2013 tại Serbia, nơi đội tuyển Trung Quốc xếp thứ 18.

## Tham
1. ↑  “XXI Women's World Championship 2013. Team Roster, China” (PDF). IHF. Bản gốc (PDF) lưu trữ ngày 26 tháng 11 năm 2013. Truy cập ngày 7 tháng 12 năm 2013.